# Federální rozpočet Spojených států amerických

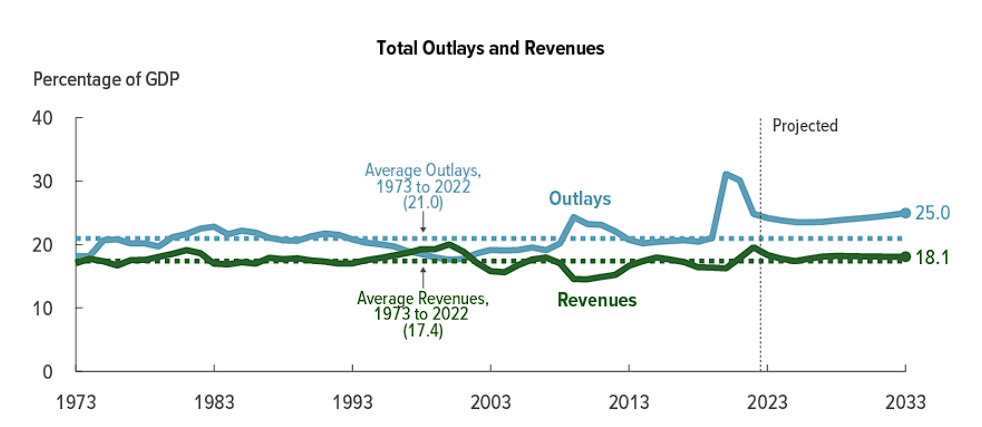
Výdaje (modře) a příjmy (černě) vyjádřené jako procento z HDP.

Federální rozpočet Spojených států (anglicky United States federal budget) je oficiální plán příjmů a výdajů federální vlády USA na fiskální rok, který začíná v říjnu a končí v září následujícího roku. Fiskální rok se označuje podle roku kdy končí, tedy například rozpočet na rok 2020 se vztahuje k období 1.10.2019 až 30.9.2020.

## Právní základ
Rozpočet musí být schválen Kongresem, neboť Ústava v článku I stanoví, že "V pravomoci Kongresu je ukládat a vybírat daně, cla, dávky a poplatky, platit dluhy...vypůjčovat si peníze na účet Spojených států..." a dále "Peníze mohou být vydány ze státní pokladny pouze na základě povolení stanoveného zákonem; čas od času jsou publikovány řádné výkazy a účty příjmů a výdajů státních peněz.".
Příjmy rozpočtu tvoří především federální daň z příjmu fyzických a právnických osob s progresivní sazbou v rozsahu 10 až 35% a dále například daň silniční či daň z nemovitosti. Na straně výdajů rozpočet pokrývá tři oblasti:
- Mandatorní výdaje – financování sociálního zabezpečení, zdravotní péče, penzí pro veterány a dalších výdajů požadovaných zákony; tyto výdaje obvykle tvoří více než polovinu všech finančních prostředků.
- Diskreční výdaje – financování investičních a dalších projektů federálních agentur; tyto výdaje obvykle tvoří asi třetinu všech finančních prostředků.
- Úroky z dluhu – tyto výdaje obvykle tvoří méně než desetinu všech finančních prostředků.

### Proces
Před rokem 1921 byl proces federálního rozpočtování silně decentralizovaný a chaotický. Příprava rozpočtu probíhala tak, že jednotlivé úřady nekoordinovaně předkládaly samostatně své rozpočtové požadavky přímo Kongresu, který následně tyto posuzoval prostřednictvím svých výborů. Takto nastavený proces se však po letech rostoucích deficitů začal na konci devatenáctého století projevovat jako nadále neudržitelný. Proto Kongres na přelomu 19. a 20. století přijal množství zákonů ve snaze celý proces zkoordinovat a zcentralizovat. Nejvýznamnějším krokem bylo přijetí Zákona o rozpočtu a účetnictví z roku 1921, na jehož základě se stal prezident odpovědným za předkládání všech rozpočtových odhadů a požadavků Kongresu a zároveň nesl primární odpovědnost za stanovování výdajových priorit a navrhování škrtů v požadavcích jednotlivých úřadů a agentur.
Rozpočtová procedura v Kongresu tak začíná prezidentovým návrhem, který zohledňuje požadavky jednotlivých federálních agentur. Postup se řídí pravidly a legislativou týkající se procesu přijímání federálního rozpočtu. Rozpočtové výbory stanovují výdajové limity pro výbory Sněmovny reprezentantů a Senátu a pro podvýbory pro rozpočtové položky, které pak schvalují jednotlivé návrhy na přidělení finančních prostředků na různé federální programy. Poté, co Kongres návrh schválí, je zaslán prezidentovi, který jej může buď podepsat, nebo vetovat. Vetovaný návrh zákona je zaslán zpět Kongresu, který jej musí schválit dvoutřetinovou většinou v obou komorách. Pokud se Kongresu schválit rozpočet nepodaří, musí být schváleno několik zákonů o překlenovacích opatřeních. V krajním případě dojde v důsledku zablokování prostředků na financování funkcí státu k tzv. shutdownu, kdy federální orgány fungují v nouzovém režimu, statisíce federálních zaměstnanců jsou dočasně propuštěny a jsou blokovány prostředky na mzdy a řadu sociálních výdajů.

## Rok 2023

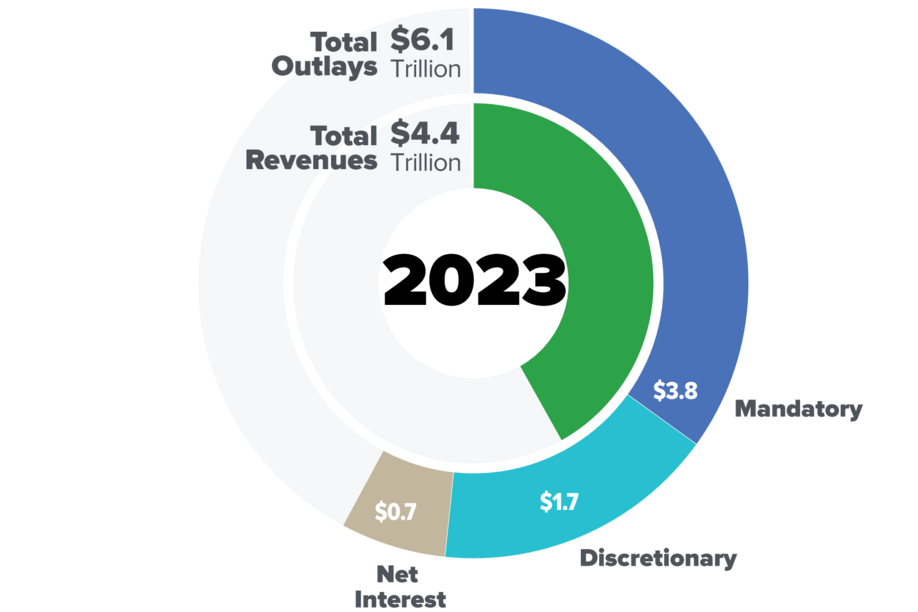
Celková bilance
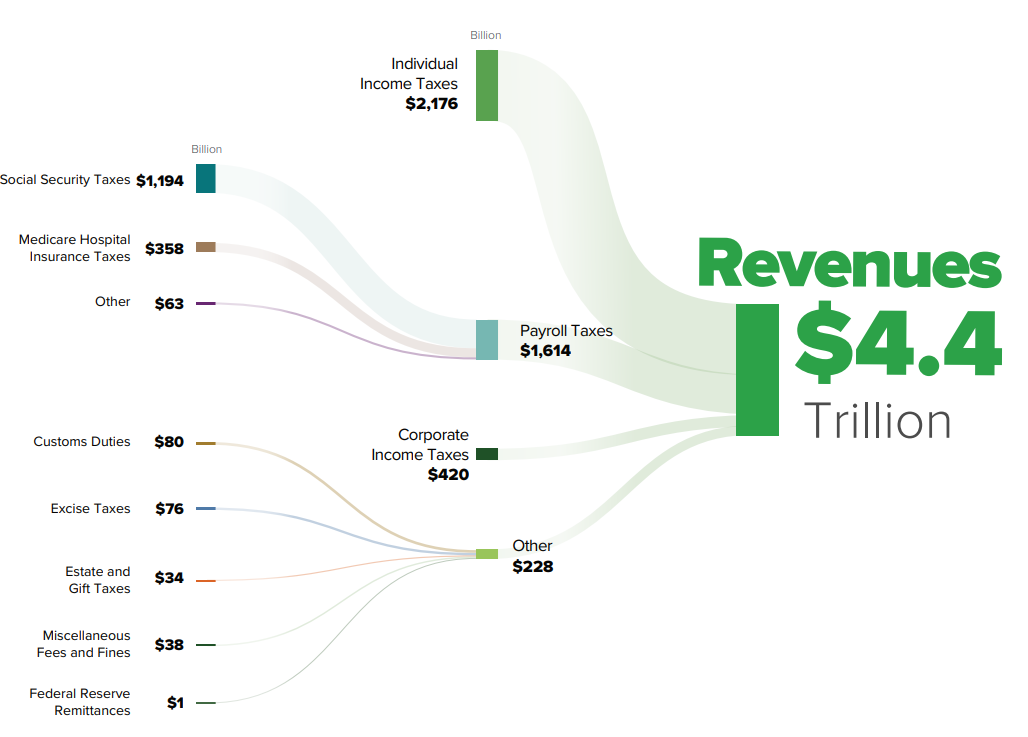
Příjmy
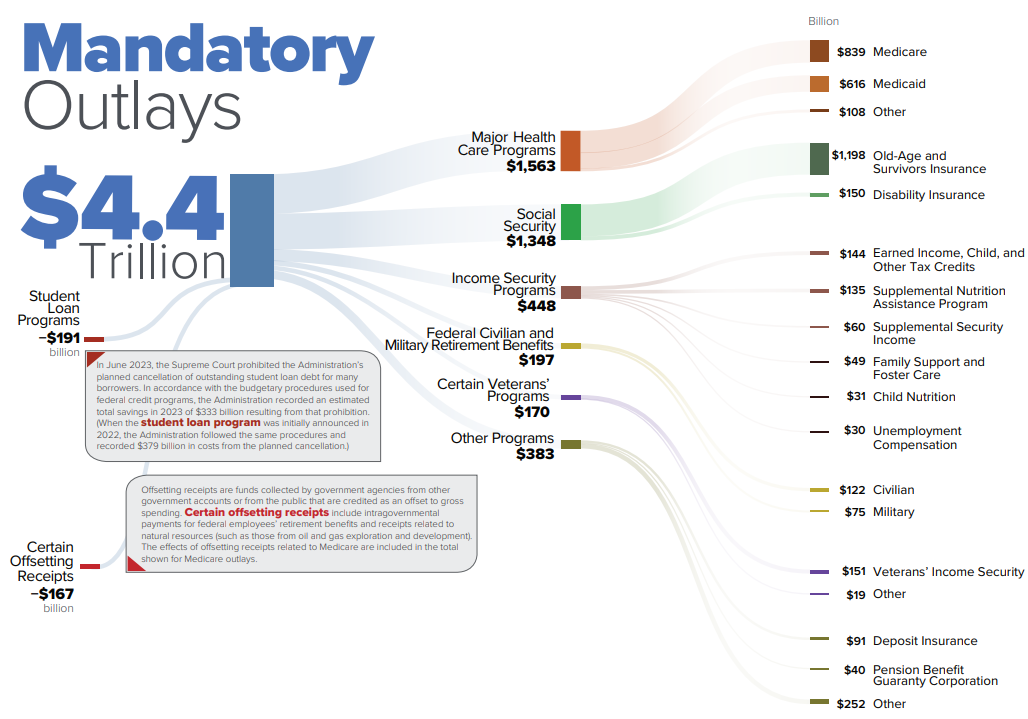
Mandatorní výdaje
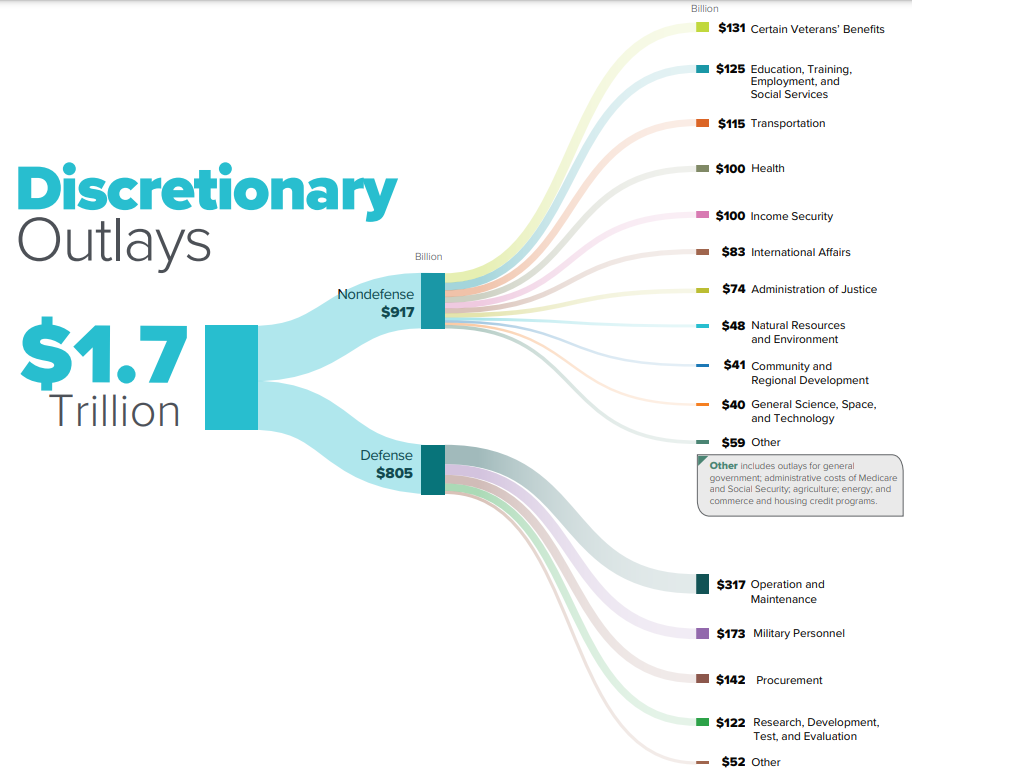
Diskreční výdaje